# Gosford Park
Gosford Park és una pel·lícula realitzada l'any 2001 per Robert Altman. El guió fou escrit per Julian Fellowes, basant-se en una idea del mateix Altman i de Bob Balaban. La pel·lícula està interpretada per Michael Gambon, Maggie Smith, Kristin Scott Thomas, Jeremy Northam, Bob Balaban i Ryan Phillippe. Ha estat doblada al català.

## Argument
La pel·lícula se situa en una mansió del camp anglès durant un cap de setmana de l'any 1932. Un grup de persones de l'alta societat britànica i dos convidats estatunidencs (acompanyats tots per llurs criats) es reuneixen a casa de Sir William McCordle per a una cacera de faisans. Durant la segona nit té lloc un assassinat. A partir d'aquest fet es desenvolupa una història que combina elements de la novel·la d'assassinats (a l'estil Agatha Christie) amb la crítica a l'alta societat.
L'objectiu central de la pel·lícula és mostrar el sistema de classes britànic durant els anys '30. En aquest aspecte, Gosford park segueix la tradició de la pel·lícula La Règle du jeu (Jean Renoir, 1939), així com de la sèrie de televisió dels anys '70 A dalt i a baix. A la pel·lícula apareixen moltes històries entrecreuades que mostren les complexes relacions entre els personatges, tant entre els de dalt (els convidats nobles) com entre els de baix (els criats), i àdhuc entre ambdós grups. Per exemple, la pel·lícula mostra una subtil mirada a la moralitat sexual durant els anys 30, i també toca el tema de l'homosexualitat, i fins i tot menciona la decadència de l'Imperi Britànic i la desaparició del sistema de classes.
La trama de la pel·lícula és fictícia, però el personatge d'Ivor Novello està basat en un actor del mateix nom.

## Repartiment
- Maggie Smith: Constance, Contessa de Trentham
- Michael Gambon: Sir William McCordle
- Kristin Scott Thomas: Lady Sylvia McCordle
- Camilla Rutherford: Isobel McCordle
- Charles Dance: Raymond, Lord Stockbridge
- Geraldine Somerville: Louisa, Lady Stockbridge
- Tom Hollander: Comandant Anthony Meredith
- Natasha Wightman: Lady Lavinia Meredith
- James Wilby: Freddie Nesbitt
- Claudie Blakley: Mabel Nesbitt
- Jeremy Northam: Ivor Novello
- Bob Balaban: Morris Weissman
- Ryan Phillippe: Henry Denton
- Laurence Fox: Lord Rupert Standish
- Trent Ford: Jeremy Blond

## Premis i nominacions
Guanyà el Premi Oscar al millor guió original, i fou nominada als Oscar en 6 categories més: Oscar a la millor actriu secundària (Helen Mirren i Maggie Smith), Premi Oscar a la millor direcció artística, Oscar al millor disseny de vestuari, Oscar al millor director i Oscar a la millor pel·lícula. També guanyà el premi BAFTA a la millor pel·lícula britànica del 2001. Fou nominada al César a la millor pel·lícula de la Unió Europea.